# 松潘小檗
松潘小檗（学名：Berberis dictyoneura）为小檗科小檗属的植物，为中国的特有植物。分布于中国大陆的西藏、甘肃、山西、青海、四川等地，生长于海拔1,700米至4,150米的地区，多生长在河边草坡、高山栎林下、灌丛中、路边、云冷杉林下及林缘，目前尚未由人工引种栽培。